# Oghlwapo
Oghlwapo  è una città e sottoprefettura della Costa d'Avorio appartenente al dipartimento di Alépé. Conta una popolazione di 9 668 abitanti (censimento 2014).